# Henry Bird
Pour les articles homonymes, voir Bird.
Henry Edward Bird (Portsea, 14 juillet 1830 – 11 avril 1908) était un célèbre joueur d'échecs britannique et auteur échiquéen.

## Biographie et carrière
Bird fut invité au premier tournoi international de Londres à l'âge de 21 ans. Il participa aussi à des tournois comme ceux de Vienne et du New Jersey. En 1858 il perdit un match contre Paul Morphy. Au tournoi de New York de 1876, Bird reçut le premier prix de beauté jamais décerné, pour sa partie contre James Mason.
Il remporta les tournois de Londres en 1879 (tournoi du club de la City de Londres), de Gouda (tournoi de la fédération néerlandaise) en 1880, Londres (cinquième congrès britannique d'échecs) en 1889 (ex æquo avec Isidor Gunsberg) et Londres 1891 (tournoi d'hiver du Simpson's Divan).
En 1874 Bird proposa une nouvelle variante du jeu d'échecs, se jouant sur un échiquier 8×10 et contenait deux nouvelles pièces, le garde (cumulant les pouvoirs d'une tour et d'un cavalier) et un écuyer (combinaison d'un cavalier et d'un fou). Les échecs de Bird inspirèrent d'ailleurs à José Raúl Capablanca une autre variante, les échecs Capablanca, qui ne diffère des échecs de Bird que par sa position de départ.
Bird a aussi écrit deux livres nommés Chess History and Reminiscences, et An Analysis of Railways in the United Kingdom.
On doit aussi à Bird une ouverture, la Bird, soit le coup blanc 1. f4, ainsi que la célèbre défense Bird, soit 3...Cd4, qui est une variante de la partie espagnole (1.e4 e5 2.Cf3 Cc6 3.Fb5).